# Alexander Purnell
Pour les articles homonymes, voir Purnell.
Alexander Purnell, né le 30 janvier 1995 à Sydney en Nouvelle-Galles du Sud, est un rameur d'aviron australien. Il a représenté l'Australie aux Jeux de Tokyo 2020 où il obtient une médaille d'or en quatre sans barreur.
Il est le frère de Nicholas Purnell, autre rameur australien, qui est présent sur le huit australien.

## Carrière
Purnell remporte en 2015 une première médaille espoirs en bronze aux championnats du monde U23 avec l'équipage quatre de pointe puis, en 2016, il termine huitième mais cette fois-ci sur le huit australien. L'année suivante il intègre le huit sénior qui se classera huitième des championnats du monde en Floride. En 2018, il est passe en quatre de couple avec comme coéquipiers Antill et les frères Watts Campbell et David  ; ils remportent la médaille d'argent derrière les Italiens aux Championnats du monde 2018 à Plovdiv. En 2019, Purnell participe aux Mondiaux 2019 mais sur le huit qui se hisse à la quatrième place de la finale A, validant la qualification pour les Jeux de Tokyo 2020 qui seront reportés en 2021.
Purnell intégrera finalement pour la compétition olympique le quatre sans barreur en rejoignant Hargreaves, Hill et Turrin : ils remportent leur série et se qualifient directement pour la finale A . Lors de la régate finale, ils détiennent une avance sur tous leurs concurrents durant les 500 premiers mètres mais voient le retour des britanniques qui perdent néanmoins tout espoir de revenir lors du troisième quart de course s'écartant de leur couloir ; finalement, les Australiens l'emportent en 5 min 42.76 s devant les Roumains en établissant un nouveau record olympique. 